# Menachem Ashkenazi
Pour les articles homonymes, voir Ashkenazi.
Menachem Ashkenazi ou מנחם אשכנזי, né le 6 août 1934 en Bulgarie et mort le 13 novembre 2000, était un arbitre israélien de football. Il fut le premier arbitre asiatique à arbitrer un match de la coupe du monde. Il arbitra la finale des JO 1964. Il commença à arbitrer en 1957 puis devint arbitre FIFA en 1962 et arrêta sa carrière en 1984.

## Carrière
Il a officié dans des compétitions majeures : 
- Jeux olympiques de 1964 (4 matchs dont la finale) ;
- Coupe du monde de football de 1966 (2 matchs).